# Marcieux
Marcieux est une commune française située dans le département de la Savoie, en région Auvergne-Rhône-Alpes.

## Géographie
Marcieux est une commune de l'Avant-Pays savoyard, située à 6 km au nord du lac d'Aiguebelette.
Le territoire de la commune est constitué de hameaux ou lieux-dits résidentiels : La Bettaz, Le Capitan, L'Église, Le Gallay,
Maunand, La Mairie, Les Perret, Le Poncet,.

### Climat
Pour des articles plus généraux, voir Climat d'Auvergne-Rhône-Alpes et Climat de la Savoie.
En 2010, le climat de la commune est de type climat de montagne, selon une étude du Centre national de la recherche scientifique s'appuyant sur une série de données couvrant la période 1971-2000. En 2020, Météo-France publie une typologie des climats de la France métropolitaine dans laquelle la commune est exposée à un climat de montagne ou de marges de montagne et est dans la région climatique Alpes du nord, caractérisée par une pluviométrie annuelle de 1 200 à 1 500 mm, irrégulièrement répartie en été.
Pour la période 1971-2000, la température annuelle moyenne est de 9,9 °C, avec une amplitude thermique annuelle de 17,9 °C. Le cumul annuel moyen de précipitations est de 1 463 mm, avec 10,1 jours de précipitations en janvier et 8,2 jours en juillet. Pour la période 1991-2020, la température moyenne annuelle observée sur la station météorologique de Météo-France la plus proche, « Novalaise », sur la commune de Novalaise à 2 km à vol d'oiseau, est de 10,9 °C et le cumul annuel moyen de précipitations est de 1 443,4 mm,. Pour l'avenir, les paramètres climatiques de la commune estimés pour 2050 selon différents scénarios d'émission de gaz à effet de serre sont consultables sur un site dédié publié par Météo-France en novembre 2022.

## Urbanisme

### Typologie
Au 1er janvier 2024, Marcieux est catégorisée commune rurale à habitat dispersé, selon la nouvelle grille communale de densité à sept niveaux définie par l'Insee en 2022.
Elle est située hors unité urbaine. Par ailleurs la commune fait partie de l'aire d'attraction de Chambéry, dont elle est une commune de la couronne,. Cette aire, qui regroupe 115 communes, est catégorisée dans les aires de 200 000 à moins de 700 000 habitants,.

### Occupation des sols
L'occupation des sols de la commune, telle qu'elle ressort de la base de données européenne d’occupation biophysique des sols Corine Land Cover (CLC), est marquée par l'importance des forêts et milieux semi-naturels (53,6 % en 2018), une proportion sensiblement équivalente à celle de 1990 (54,3 %). La répartition détaillée en 2018 est la suivante : 
forêts (53,6 %), prairies (30,4 %), terres arables (9,3 %), mines, décharges et chantiers (6,4 %), zones agricoles hétérogènes (0,3 %).
L'IGN met par ailleurs à disposition un outil en ligne permettant de comparer l’évolution dans le temps de l’occupation des sols de la commune (ou de territoires à des échelles différentes). Plusieurs époques sont accessibles sous forme de cartes ou photos aériennes : la carte de Cassini (XVIIIe siècle), la carte d'état-major (1820-1866) et la période actuelle (1950 à aujourd'hui).

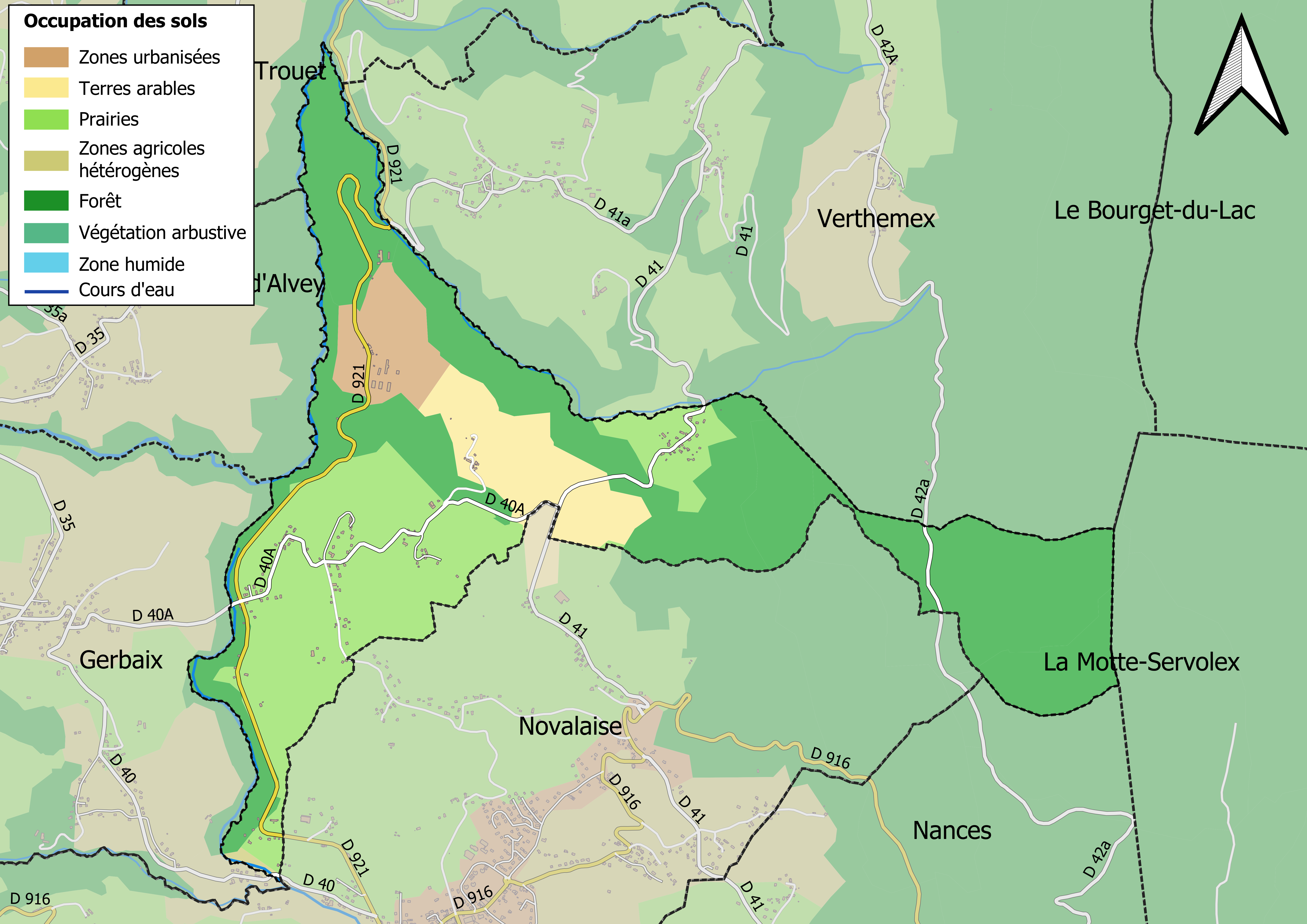
Carte des infrastructures et de l'occupation des sols en 2018 (CLC) de la commune.
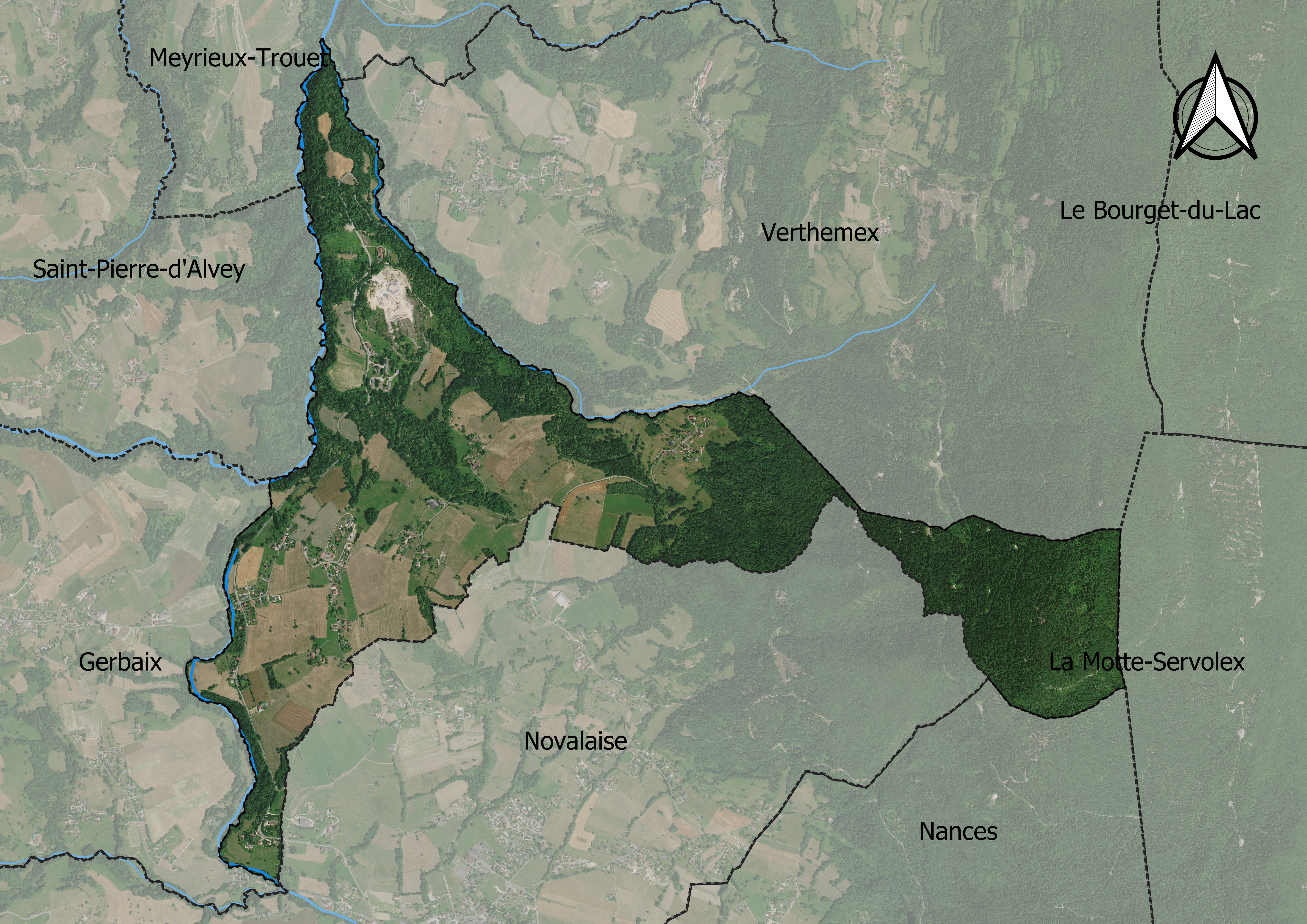
Carte orthophotogrammétrique de la commune.

## Toponymie
Les formes anciennes du toponyme sont Parrochia de Marcieu au XIV, puis Marcieux-en-Savoye, en 1732.
Le nom de la commune dérive de celui d'un domaine gallo-romain d'un certain Marcius.
En francoprovençal, le nom de la commune s'écrit Marcheu, selon la graphie de Conflans.

## Politique et administration
| Période                                  | Période  | Identité        | Étiquette | Qualité                                                                          |
| ---------------------------------------- | -------- | --------------- | --------- | -------------------------------------------------------------------------------- |
| avant 1988                               | ?        | Raymond Machet  |           |                                                                                  |
| mars 2001                                | En cours | Pascal Zucchero | SE        | Cadre de la fonction publique Président de la CC du Lac d'Aiguebelette (2024 → ) |
| Les données manquantes sont à compléter. |          |                 |           |                                                                                  |

## Démographie
Les habitants de la commune sont appelés les Marceland(e)s,.

L'évolution du nombre d'habitants est connue à travers les recensements de la population effectués dans la commune depuis 1793. Pour les communes de moins de 10 000 habitants, une enquête de recensement portant sur toute la population est réalisée tous les cinq ans, les populations de référence des années intermédiaires étant quant à elles estimées par interpolation ou extrapolation. Pour la commune, le premier recensement exhaustif entrant dans le cadre du nouveau dispositif a été réalisé en 2008.

En 2022, la commune comptait 237 habitants, en évolution de +33,9 % par rapport à 2016 (Savoie : +3,63 %, France hors Mayotte : +2,11 %).
| 1793 | 1800 | 1806 | 1822 | 1838 | 1848 | 1858 | 1861 | 1866 |
| ---- | ---- | ---- | ---- | ---- | ---- | ---- | ---- | ---- |
| 109  | 79   | 142  | 159  | 229  | 192  | 190  | 187  | 172  |

| 1872 | 1876 | 1881 | 1886 | 1891 | 1896 | 1901 | 1906 | 1911 |
| ---- | ---- | ---- | ---- | ---- | ---- | ---- | ---- | ---- |
| 163  | 172  | 173  | 179  | 188  | 174  | 170  | 167  | 151  |

| 1921 | 1926 | 1931 | 1936 | 1946 | 1954 | 1962 | 1968 | 1975 |
| ---- | ---- | ---- | ---- | ---- | ---- | ---- | ---- | ---- |
| 122  | 120  | 98   | 119  | 107  | 101  | 86   | 80   | 84   |

| 1982 | 1990 | 1999 | 2006 | 2008 | 2013 | 2018 | 2022 | - |
| ---- | ---- | ---- | ---- | ---- | ---- | ---- | ---- | - |
| 95   | 97   | 120  | 162  | 174  | 170  | 204  | 237  | - |